# 嶋尾正
嶋尾 正（しまお ただし、1950年2月2日 - ）は、日本の実業家。大同特殊鋼代表取締役会長、名古屋商工会議所会頭。福岡県出身。

## 来歴
福岡教育大学附属福岡中学校、福岡県立修猷館高等学校を経て、1973年早稲田大学第一商学部を卒業。
大同製鋼株式会社（現大同特殊鋼株式会社）に入社。1998年知多工場管理部長、2000年鋼材事業部販売第一部長、2004年経営企画部長、2004年取締役経営企画部長、2006年常務取締役、2009年代表取締役副社長を経て、2010年代表取締役社長に就任。2016年代表取締役会長となる。
2017年より中部経済同友会代表幹事。2021年より大同学園理事。2022年より名古屋商工会議所会頭。